# Alisa Klejbanova
Alisa Michailovna Klejbanova (Russisch: Алиса Михайловна Клейбанова) (Moskou, 15 juli 1989) is een voormalig tennisspeelster uit Rusland. Zij begon met tennis toen zij vijf jaar oud was. Haar favoriete ondergrond is gravel en gras.

## Loopbaan

### Enkelspel
Klejbanova debuteerde op veertienjarige leeftijd in 2003 op het ITF-toernooi van Mollerussa (Spanje) dat zij ook won. In totaal won zij veertien ITF-titels. Op de WTA-tour won zij twee titels: op het toernooi van Kuala Lumpur in 2010 en op het toernooi van Seoel in 2010.
Haar beste resultaat op de grandslamtoernooien is het bereiken van de vierde ronde: op Wimbledon 2008 en op het Australian Open 2009. Haar hoogste positie op de WTA-ranglijst is de 20e plaats, die zij bereikte in februari 2011.

### Dubbelspel
In het dubbelspel bereikte Klejbanova betere resultaten dan in het enkelspel. Zij debuteerde in 2003 op het ITF-toernooi van Madrid. In totaal won zij dertien ITF-titels. Op de WTA-tour won zij vijf titels.
Haar beste resultaat op de grandslamtoernooien is het bereiken van de halve finale, op het US Open 2009. Haar hoogste positie op de WTA-ranglijst is de tiende plaats, die zij bereikte in februari 2010.

### Tennis in teamverband
In de periode 2009–2013 maakte Klejbanova deel uit van het Russische Fed Cup-team – zij behaalde daar een winst/verlies-balans van 3–2.

### Ziekte
Op haar 22e verjaardag maakte zij bekend dat zij leed aan de ziekte van Hodgkin. Na een lange behandelperiode (die zij onderging in Italië) ging zij in mei 2013 opnieuw tennissen. Medio 2014 stopte zij andermaal, waarna zij in november 2015 terug ten tonele verscheen. Haar laatste professionele partij speelde zij in januari 2018 op het ITF-toernooi van Wesley Chapel (Florida).

## Posities op deWTA-ranglijst
Positie per einde seizoen:
| jaar | rang enkelspel | rang dubbelspel |
| ---- | -------------- | --------------- |
| 2003 | 623            | –               |
| 2004 | 364            | 365             |
| 2005 | 244            | 580             |
| 2006 | 262            | 168             |
| 2007 | 150            | 116             |
| 2008 | 33             | 83              |
| 2009 | 29             | 14              |
| 2010 | 25             | 42              |
| 2011 | 69             | 75              |
| 2012 | 549            | –               |
| 2013 | 185            | 389             |
| 2014 | 140            | 88              |
|      |                |                 |
| 2016 | 657            | –               |
| 2017 | 359            | 652             |

## Palmares
| Legenda                | Legenda                  |
| ---------------------- | ------------------------ |
| Grandslamtoernooi      |                          |
| Olympische Spelen      |                          |
| Year-End Championships |                          |
| tot 2009               | 2009 – 2020 / vanaf 2021 |
| Tier I                 | Premier Mandatory        |
| Tier II                | Premier Five / WTA 1000  |
| Tier III               | Premier / WTA 500        |
| Tier IV & V            | International / WTA 250  |
|                        | Challenger / WTA 125     |

### WTA-finaleplaatsen enkelspel
| nr.              | finale     | toernooi                      | ondergrond | tegenstandster    | score    |         |
| ---------------- | ---------- | ----------------------------- | ---------- | ----------------- | -------- | ------- |
| gewonnen finales |            |                               |            |                   |          |         |
| 1.               | 2010-02-28 | WTA Kuala Lumpur              | hardcourt  | Jelena Dementjeva | 6-3, 6-2 | details |
| 2.               | 2010-09-26 | WTA Seoel                     | hardcourt  | Klára Zakopalová  | 6-1, 6-3 | details |
| verloren finales |            |                               |            |                   |          |         |
| 1.               | 2010-11-07 | Tournament of Champions, Bali | hardcourt  | Ana Ivanović      | 2-6, 6-7 | details |

### WTA-finaleplaatsen vrouwendubbelspel
| nr.              | finale     | toernooi      | ondergrond | partner                     | tegenstandsters                            | score            |         |
| ---------------- | ---------- | ------------- | ---------- | --------------------------- | ------------------------------------------ | ---------------- | ------- |
| gewonnen finales |            |               |            |                             |                                            |                  |         |
| 1.               | 2009-05-02 | WTA Fez       | gravel     | Jekaterina Makarova         | Sorana Cîrstea Maria Kirilenko             | 6-3, 2-6, [10-8] | details |
| 2.               | 2009-07-12 | WTA Boedapest | gravel     | Monica Niculescu            | Aljona Bondarenko Kateryna Bondarenko      | 6-4, 7-6         | details |
| 3.               | 2009-10-03 | WTA Tokio     | hardcourt  | Francesca Schiavone         | Daniela Hantuchová Ai Sugiyama             | 6-4, 6-2         | details |
| 4.               | 2011-01-08 | WTA Brisbane  | hardcourt  | Anastasija Pavljoetsjenkova | Klaudia Jans Alicja Rosolska               | 6-3, 7-5         | details |
| 5.               | 2011-04-30 | WTA Estoril   | gravel     | Galina Voskobojeva          | Eléni Daniilídou Michaëlla Krajicek        | 6-4, 6-2         | details |
| verloren finales |            |               |            |                             |                                            |                  |         |
| 1.               | 2008-05-04 | WTA Fez       | gravel     | Jekaterina Makarova         | Sorana Cîrstea Anastasija Pavljoetsjenkova | 2-6, 2-6         | details |

### Gewonnen ITF-toernooien enkelspel
| nr. | finale     | toernooi          | dotatie | tegenstandster in finale | score         |
| --- | ---------- | ----------------- | ------- | ------------------------ | ------------- |
| 1.  | 2003-09-07 | Mollerussa        | $10.000 | Quan Gao                 | 7-6, 6-2      |
| 2.  | 2005-08-28 | Moskou            | $25.000 | Vasilisa Bardina         | 6-2, 6-2      |
| 3.  | 2005-10-23 | Makinohara        | $25.000 | Akiko Yonemura           | 6-0, 6-1      |
| 4.  | 2005-11-06 | Sutama            | $25.000 | Shiho Hisamatsu          | 6-3, 7-5      |
| 5.  | 2006-05-27 | Campobasso        | $25.000 | Mandy Minella            | 2-6, 6-3, 6-3 |
| 6.  | 2007-07-28 | Monteroni d'Arbia | $25.000 | Margit Rüütel            | 6-1, 7-5      |
| 7.  | 2007-09-22 | Lecce             | $25.000 | Marta Marrero            | 6-1, 6-0      |
| 8.  | 2007-10-28 | Augusta           | $25.000 | Tanja Ostertag           | 6-2, 6-1      |
| 9.  | 2008-10-25 | Podolsk           | $50.000 | Ksenija Pervak           | 7-6, 6-0      |
| 10. | 2008-11-16 | Minsk             | $50.000 | Eva Hrdinová             | 6-1, 4-6, 6-2 |
| 11. | 2013-05-19 | Landisville       | $10.000 | Natalie Pluskota         | 6-3, 6-0      |
| 12. | 2015-11-15 | Antalya           | $10.000 | Lina Gjorcheska          | 6-3, 6-4      |
| 13. | 2015-12-06 | Antalya           | $10.000 | Ani Amiraghyan           | 6-4, 6-3      |

### Gewonnen ITF-toernooien dubbelspel
| nr. | finale     | toernooi          | dotatie | partner              | tegenstandsters in finale                | score            |
| --- | ---------- | ----------------- | ------- | -------------------- | ---------------------------------------- | ---------------- |
| 1.  | 2004-01-18 | Tampa             | $10.000 | Mayumi Yamamoto      | Milangela Morales Sunitha Rao            | 6-2, 6-4         |
| 2.  | 2004-04-18 | Jackson           | $25.000 | Stéphanie Dubois     | Cory-Ann Avants Kristen Schlukebir       | 6-2, 6-3         |
| 3.  | 2006-05-27 | Campobasso        | $25.000 | Nikola Fraňková      | Jelena Tsjalova Renata Voráčová          | walk-over        |
| 4.  | 2006-11-12 | Pittsburgh        | $75.000 | Stéphanie Dubois     | Ashley Harkleroad Galina Voskobojeva     | 6-4, 5-7, 6-1    |
| 5.  | 2007-04-01 | Moskou            | $25.000 | Jevgenia Rodina      | Katsjarina Dzehalevitsj Arina Rodionova  | 7-6, 6-0         |
| 6.  | 2007-06-03 | Moskou            | $25.000 | Jekaterina Makarova  | Jekaterina Afinogenova Oksana Teplyakova | 6-3, 6-7, 6-3    |
| 7.  | 2007-07-28 | Monteroni d'Arbia | $25.000 | Valentina Sassi      | Elena Pioppo Verdiana Verardi            | 7-5, 6-2         |
| 8.  | 2007-09-01 | Moskou            | $50.000 | Anastasia Pivovarova | Vasilisa Davydova Maria Kondratjeva      | 6-4, 3-6, 6-2    |
| 9.  | 2007-09-08 | Mestre            | $50.000 | Margit Rüütel        | Mervana Jugić-Salkić Darija Koestova     | 6-2, 7-5         |
| 10. | 2007-10-21 | Lawrenceville     | $50.000 | Stéphanie Dubois     | Leanne Baker Julie Ditty                 | 6-2, 6-0         |
| 11. | 2007-11-11 | Pittsburgh        | $75.000 | Stéphanie Dubois     | Raquel Kops-Jones Abigail Spears         | 6-4, 4-6, [10-6] |
| 12. | 2008-11-16 | Minsk             | $50.000 | Tatjana Poetsjek     | Anastasia Poltoratskaya Lesja Tsoerenko  | 6-1, 6-2         |

## Resultaten grandslamtoernooien
| Legenda | Legenda                          |
| ------- | -------------------------------- |
| g.t.    | geen toernooi gehouden           |
| l.c.    | lagere categorie                 |
| –       | niet deelgenomen                 |
| G       | uitgeschakeld in de groepsfase   |
| 1R      | uitgeschakeld in de eerste ronde |
| 2R      | uitgeschakeld in de tweede ronde |
| 3R      | uitgeschakeld in de derde ronde  |
| 4R      | uitgeschakeld in de vierde ronde |
| KF      | uitgeschakeld in de kwartfinale  |
| HF      | uitgeschakeld in de halve finale |
| F       | de finale verloren               |
| W       | het toernooi gewonnen            |
| w-v     | winst/verlies-balans             |

### Enkelspel
| Toernooi        | 2008 | 2009 | 2010 | 2011 |    | 2013 | 2014 |
| --------------- | ---- | ---- | ---- | ---- | -- | ---- | ---- |
| Australian Open | 2R   | 4R   | 3R   | 2R   | –  | –    |      |
| Roland Garros   | 2R   | 1R   | 3R   | –    | –  | 1R   |      |
| Wimbledon       | 4R   | 2R   | 3R   | –    | –  | 1R   |      |
| US Open         | 2R   | 1R   | 2R   | –    | 1R | –    |      |

### Vrouwendubbelspel
| Toernooi        | 2008 | 2009 | 2010 | 2011 |    | 2013 | 2014 |
| --------------- | ---- | ---- | ---- | ---- | -- | ---- | ---- |
| Australian Open | –    | 1R   | KF   | 2R   | –  | –    |      |
| Roland Garros   | 2R   | 2R   | 2R   | –    | –  | 3R   |      |
| Wimbledon       | 1R   | KF   | –    | –    | –  | 1R   |      |
| US Open         | 2R   | HF   | 2R   | –    | 1R | –    |      |

### Gemengd dubbelspel
| Toernooi        | 2008 | 2009 | 2010 | 2011 |
| --------------- | ---- | ---- | ---- | ---- |
| Australian Open | –    | 1R   | 2R   | 1R   |
| Roland Garros   | –    | KF   | KF   | –    |
| Wimbledon       | 1R   | 2R   | 3R   | –    |
| US Open         | –    | 1R   | –    | –    |